# Parectopa mnesicala
Parectopa mnesicala là một loài bướm đêm thuộc họ Gracillariidae. Nó được tìm thấy ở New South Wales.